# Verfassungsreferendum in Palau 2004
Ein sechs-teiliges Verfassungsreferendum wurde am 2. November 2004 zusammen mit den Wahlen in Palau 2004 im pazifischen Inselstaat Palau durchgeführt. Den Stimmberechtigten wurden Fragen vorgelegt über die Einberufung einer Verfassungsversammlung (Constitutional Convention), die Bezahlung von Mitgliedern des Olbiil Era Kelulau (National Congress), die Schaffung eines Kongress im Einkammersystem, Amtszeitbergrenzungen für Kongressmitglieder, die Wahlen des Präsidenten und Vizepräsidenten und über doppelte Staatsbürgerschaft. Alle Vorschläge wurden angenommen außer der Einführung eines Einkammersystems, was trotz dem Erreichen einer Mehrheit der Stimmen, nicht das Quorum von 12 der 16 States erreichte, welches für Verfassungsänderungen in der Verfassung von Palau vorgesehen ist.

## Ergebnis

### Einberufung eines Verfassungskonvents
„Soll es eine Versammlung geben um die Verfassung zu revidieren oder zu ergänzen?“

| Wahl                               | Stimmen | %     |
| ---------------------------------- | ------- | ----- |
| Dafür                              | 5.085   | 57,60 |
| Dagegen                            | 3.742   | 42,40 |
| Ungültig/nicht abgestimmt          | 810     | –     |
| Gesamt                             | 9.637   | 100   |
| Stimmberechtigte/Wahlbeteiligung   | 13.191  | 73,05 |
| Source: Direct Democracy. sudd.ch. |         |       |

### Vergütung der Kongressabgeordneten
Die Wähler wurden gefragt, ob sie einer populären Initiative zustimmen würden, welche die Vergütung der Mitglieder des National Congress in der Verfassung festlegt. Die Ergänzung der Verfassung, Art. IX, sec. 8 sollte lauten:

„Die Vergütung der Mitglieder des Olbiil Era Kelulau soll eine einheitliche Gebühr für jeden Tag sein, an welchem die Mitglieder einer offiziellen Sitzung des Olbiil Era Kelulau beiwohnen. Der Betrag der Gebühr soll durch Gesetz festgelegt sein. Für die Mitglieder gilt während der Amtszeit, dass keine Erhöhung der Vergütung erfolgt. Keine Steigerung der Vergütung soll in der Periode zwischen dem Datum einer regulären allgemeinen Wahl und dem Datum möglich sein, bis ein neuer Olbiil Era Kelulau sein Amt antritt.“

| Wahl                               | Stimmen | %     | States |
| ---------------------------------- | ------- | ----- | ------ |
| Dafür                              | 6.466   | 74,33 | 15     |
| Dagegen                            | 2.598   | 28,67 | 15     |
| Ungültig/nicht abgestimmt          |         | -     | –      |
| Gesamt                             | 9.064   | 100   | 16     |
| Stimmberechtigte/Wahlbeteiligung   | 13.191  |       | –      |
| Source: Direct Democracy. sudd.ch. |         |       |        |

### Einkammersystem
| Wahl                               | Stimmen | %     | States |
| ---------------------------------- | ------- | ----- | ------ |
| Dafür                              | 5.086   | 55,99 | 11     |
| Dagegen                            | 3.997   | 44,01 | 5      |
| Ungültig/nicht abgestimmt          |         | -     | –      |
| Gesamt                             | 9.083   | 100   | 16     |
| Stimmberechtigte/Wahlbeteiligung   | 13.191  |       | –      |
| Source: Direct Democracy. sudd.ch. |         |       |        |

### Begrenzung auf drei Amtszeiten für Mitglieder des Nationalkongresses
Eine Volksinitiative schlug vor, die Verfassung zu ändern, so dass die Amtszeiten, die ein Mitglied des Nationalkongresses ausüben kann, auf drei begrenzt würden. Der Text lautet:

„Niemand darf länger als drei Amtszeiten Mitglied der Olbiil Era Kelulau sein; vorausgesetzt jedoch, dass jede Person, die bei den regulären allgemeinen Wahlen, bei denen diese Änderung angenommen wird, als Mitglied der Olbiil Era Kelulau gewählt wird, berechtigt ist, die vier Jahre, für die sie gewählt wurde, zu dienen, unabhängig von der Anzahl der vorangegangenen Amtszeiten.“

| Wahl                               | Stimmen | %     | States |
| ---------------------------------- | ------- | ----- | ------ |
| Dafür                              | 5.601   | 60,43 | 13     |
| Dagegen                            | 3.667   | 39,57 | 3      |
| Ungültig/nicht abgestimmt          |         | -     | –      |
| Gesamt                             | 9.268   | 100   | 16     |
| Stimmberechtigte/Wahlbeteiligung   | 13.191  |       | –      |
| Source: Direct Democracy. sudd.ch. |         |       |        |

### Gemeinsame Wahl von Präsident und Vizepräsident
Eine Volksinitiative schlug vor, die Verfassung dahingehend zu ändern, dass Präsident und Vizepräsident gemeinsam und nicht getrennt gewählt werden. Art. VIII, sec. 4 der Verfassung lautet:

„Der Präsident und der Vizepräsident werden in einer landesweiten Wahl für eine Amtszeit von vier (4) Jahren gewählt. Der Präsident und der Vizepräsident werden gemeinsam gewählt, indem jeder Wähler eine einzige Stimme für beide Ämter abgibt. Eine Person darf nicht länger als zwei aufeinanderfolgende Amtszeiten als Präsident fungieren.“

| Wahl                               | Stimmen | %     | States |
| ---------------------------------- | ------- | ----- | ------ |
| Dafür                              | 5.334   | 58,42 | 14     |
| Dagegen                            | 3.795   | 41,58 | 2      |
| Ungültig/nicht abgestimmt          |         | -     | –      |
| Gesamt                             | 9.129   | 100   | 16     |
| Stimmberechtigte/Wahlbeteiligung   | 13.191  |       | –      |
| Source: Direct Democracy. sudd.ch. |         |       |        |

### Doppelte Staatsbürgerschaft
Eine Volksinitiative schlug vor, die Verfassung zu ändern, um palauanischen Bürgern die doppelte Staatsbürgerschaft zu ermöglichen und Menschen mit palauischen Eltern die Staatsbürgerschaft bei der Geburt zu verleihen. Der vorgeschlagene Wortlaut lautet:

„Eine Person, die von einem Elternteil geboren wurde, von dem einer oder beide anerkannter palauischer Abstammung sind, hat keine Auswirkungen auf die palauische Staatsbürgerschaft einer Person, noch muss eine Person anerkannter palauischer Abstammung auf die Staatsbürgerschaft der Vereinigten Staaten verzichten, um ein eingebürgerter Bürger von Palau zu werden. Personen anderer ausländischer Nationen können ihre palauische Staatsbürgerschaft behalten oder eingebürgerte palauische Staatsbürger werden, wie dies gesetzlich vorgesehen ist. Palauische Staatsbürger können ihre palauische Staatsbürgerschaft aufgeben. Verzichte, die vor dem Datum des Inkrafttretens dieser Änderung vorgenommen wurden, sind von dieser Änderung nicht betroffen.“

| Wahl                              | Stimmen | %     | States |
| --------------------------------- | ------- | ----- | ------ |
| Dafür                             | 5.791   | 62,59 | 16     |
| Dagegen                           | 3.460   | 37,41 | 0      |
| Ungültig/nicht abgestimmt         |         | -     | –      |
| Gesamt                            | 9.251   | 100   | 16     |
| Stimmberechtigte/Wahlbeteiligung  | 13.191  |       | –      |
| Source: Direct Democracy. sudd.ch |         |       |        |